# Ostrówek (gmina Sokółka)
Ostrówek – kolonia w Polsce położona w województwie podlaskim, w powiecie sokólskim, w gminie Sokółka.
W latach 1975–1998 miejscowość administracyjnie należała do województwa białostockiego.
Przez miejscowość przepływa Sokołda, niewielka rzeka dorzecza Narwi, dopływ Supraśli
Wierni kościoła rzymskokatolickiego należą do parafii Matki Bożej Nieustającej Pomocy i św. Rocha w Lipinie.